# Primeira Liga de 2021–22
A Primeira Liga de 2021–22, conhecida também como Liga Portugal bwin, por razões de patrocínio, foi a 88.ª edição da liga de futebol de maior escalão de Portugal.

## Transmissões televisivas
Em Portugal, todos os jogos são transmitidos pela Sport TV, à exceção dos jogos do Benfica em casa, que são transmitidos pela Benfica TV. A RTP Internacional também passa um jogo por cada jornada.
No Brasil o campeonato é transmitido em televisão fechada pela ESPN Brasil e Fox Sports Brasil. Os canais passam os principais jogos de cada jornada. 

## Participantes
| Pos. | Despromovidos da Liga NOS | Despromoção            |
| ---- | ------------------------- | ---------------------- |
| 16.° | Rio Ave (↓)               | Playoff de Despromoção |
| 17.º | Farense                   | Despromoção Direta     |
| 18.º | Nacional da Madeira       | Despromoção Direta     |

| Pos. | Promovidos da Liga Portugal 2 SABSEG | Promoção            |
| ---- | ------------------------------------ | ------------------- |
| 1.º  | Estoril Praia                        | Promoção Direta     |
| 2.º  | Vizela                               | Promoção Direta     |
| 3.°  | Arouca (↑)                           | Playoff de Promoção |

| Clube                | Estádio                            | Lotação | Prtc | Treinador            |
| -------------------- | ---------------------------------- | ------- | ---- | -------------------- |
| Arouca               | Estádio Municipal de Arouca        | 5 600   | 5    | Armando Envangelista |
| B-SAD                | Estádio Nacional do Jamor          | 37 593  | 3    | Petit                |
| Benfica              | Estádio da Luz                     | 64 647  | 87   | Jorge Jesus          |
| Boavista             | Estádio do Bessa                   | 28 263  | 58   | João Pedro Sousa     |
| Estoril              | Estádio António Coimbra da Mota    | 5 500   | 26   | Bruno Pinheiro       |
| Famalicão            | Estádio Municipal de Famalicão     | 5 300   | 8    | Ivo Vieira           |
| Porto                | Estádio do Dragão                  | 50 033  | 87   | Sérgio Conceição     |
| Gil Vicente          | Estádio Cidade de Barcelos         | 12 504  | 20   | Ricardo Soares       |
| Marítimo             | Estádio do Marítimo                | 10 600  | 41   | Júlio Velásquez      |
| Moreirense           | Estádio Com. Joaquim A. Freitas    | 6 153   | 11   | João Henriques       |
| Paços de Ferreira    | Estádio da Mata Real               | 9 076   | 22   | Jorge Simão          |
| Portimonense         | Estádio Municipal de Portimão      | 5 950   | 18   | Paulo Sérgio         |
| Santa Clara          | Estádio de São Miguel              | 12 500  | 6    | Daniel Ramos         |
| Braga                | Estádio Municipal de Braga         | 30 286  | 65   | Carlos Carvalhal     |
| Sporting             | Estádio José Alvalade              | 50 095  | 87   | Rúben Amorim         |
| Tondela              | Estádio João Cardoso               | 5 000   | 6    | Pako Ayestarán       |
| Vitória de Guimarães | Estádio D. Afonso Henriques        | 30 000  | 76   | Pepa                 |
| Vizela               | Estádio do Futebol Clube de Vizela | 6 000   | 2    | Álvaro Pacheco       |

| Benfica Sporting Tondela B-SAD Portimonense Famalicão Gil Vicente Paços de Ferreira Porto Boavista Arouca Braga Vitória Estoril Moreirense VizelaLocalização das equipas da Primeira Liga de 2021–22 (Continente) | Santa ClaraLocalização das equipas da Primeira Liga de 2021–22 (Açores) MarítimoLocalização das equipas da Primeira Liga de 2021–22 (Madeira) |

## Número de equipas por Associação de Futebol
| Associação de Futebol | Número de equipas | Equipas                                                                 |
| --------------------- | ----------------- | ----------------------------------------------------------------------- |
| AF Braga              | 6                 | Famalicão, Gil Vicente, Moreirense, Braga, Vitória de Guimarães, Vizela |
| AF Lisboa             | 4                 | B-SAD, Benfica, Estoril Praia, Sporting                                 |
| AF Porto              | 3                 | Boavista, Porto, Paços de Ferreira                                      |
| AF Algarve            | 1                 | Portimonense                                                            |
| AF Aveiro             | 1                 | Arouca                                                                  |
| AF Madeira            | 1                 | Marítimo                                                                |
| AF Ponta Delgada      | 1                 | Santa Clara                                                             |
| AF Viseu              | 1                 | Tondela                                                                 |

## Tabela Classificativa
| Pos | Equipe               | Pts | J  | V  | E  | D  | GP | GC | SG  | Classificação ou descenso                            |
| --- | -------------------- | --- | -- | -- | -- | -- | -- | -- | --- | ---------------------------------------------------- |
| 1   | Porto (C)            | 91  | 34 | 29 | 4  | 1  | 86 | 22 | +64 | Fase de Grupos da Liga dos Campeões de 2022–23       |
| 2   | Sporting             | 85  | 34 | 27 | 4  | 3  | 73 | 23 | +50 | Fase de Grupos da Liga dos Campeões de 2022–23       |
| 3   | Benfica              | 74  | 34 | 23 | 5  | 6  | 78 | 30 | +48 | 3.ª Pré-Eliminatória da Liga dos Campeões de 2022–23 |
| 4   | Braga                | 65  | 34 | 19 | 8  | 7  | 52 | 31 | +21 | Fase de Grupos da Liga Europa de 2022–23             |
| 5   | Gil Vicente          | 51  | 34 | 13 | 12 | 9  | 47 | 42 | +5  | 2.ª Pré-Eliminatória da Liga Conferência de 2022–23  |
| 6   | Vitória de Guimarães | 48  | 34 | 13 | 9  | 12 | 50 | 41 | +9  | 3.ª Pré-Eliminatória da Liga Conferência de 2022–23  |
| 7   | Santa Clara          | 40  | 34 | 9  | 13 | 12 | 38 | 54 | −16 |                                                      |
| 8   | Famalicão            | 39  | 34 | 9  | 12 | 13 | 45 | 51 | −6  |                                                      |
| 9   | Estoril Praia        | 39  | 34 | 9  | 12 | 13 | 36 | 43 | −7  |                                                      |
| 10  | Marítimo             | 38  | 34 | 9  | 11 | 14 | 39 | 44 | −5  |                                                      |
| 11  | Paços de Ferreira    | 38  | 34 | 9  | 11 | 14 | 29 | 44 | −15 |                                                      |
| 12  | Boavista             | 38  | 34 | 7  | 17 | 10 | 39 | 52 | −13 |                                                      |
| 13  | Portimonense         | 38  | 34 | 10 | 8  | 16 | 31 | 45 | −14 |                                                      |
| 14  | Vizela               | 33  | 34 | 7  | 12 | 15 | 37 | 58 | −21 |                                                      |
| 15  | Arouca               | 31  | 34 | 7  | 10 | 17 | 30 | 54 | −24 |                                                      |
| 16  | Moreirense (R)       | 29  | 34 | 7  | 8  | 19 | 33 | 51 | −18 | Playoff de despromoção à Segunda Liga de 2022–23     |
| 17  | Tondela (R)          | 28  | 34 | 7  | 7  | 20 | 41 | 67 | −26 | Despromoção à Segunda Liga de 2022–23                |
| 18  | B-SAD (R)            | 26  | 34 | 5  | 11 | 18 | 23 | 55 | −32 | Despromoção à Segunda Liga de 2022–23                |

1. 1 2 3  Como o vencedor daTaça de Portugal de 2021–22, o Porto, se classificou para a Liga dos Campeões com base na posição na liga, a vaga concedida ao quarto colocado (terceira pré-eliminatória da Liga Conferência Europa) foi passada para o quinto colocado, e a vaga concedida ao quinto colocado (segunda pré-eliminatória da Liga Conferência Europa) foi passada para o sexto colocado.
2. 1 2  Pontos de confronto direto: Famalicão 4, Estoril 1.
3. 1 2 3 4  Confrontos diretos: Marítimo 10, Paços de Ferreira 8, Boavista 7, Portimonense 6.

## Play-off manutenção/promoção
O Moreirense, 16º classificado, disputou um play-off com o Chaves, 3º classificado da Segunda Liga de 2021–22 a 2 mãos para decidir a equipa a participar na Primeira Liga de 2022–23.

### Primeira mão
| 21 Maio 2022 | Chaves                               | 2 – 0  | Moreirense | Estádio Municipal Eng.º Manuel Branco Teixeira, Chaves |
| 20:00 UTC+1  | João Teixeira 16' · João Correia 68' | Report |            | Público: 4 416 Árbitro: Hugo Miguel                    |

### Segunda mão
| 29 Maio 2022 | Moreirense        | 1 – 0  | Chaves | Estádio Comendador Joaquim de Almeida Freitas, Moreira de Cónegos |
| 19:30 UTC+1  | Paulinho Mota 25' | Report |        | Público: 4 051 Árbitro: António Nobre                             |

Chaves venceu a eliminatória por 2–1.

## Melhores Marcadores e Assistências
Atualizado em 22 de maio de 2021

## Campeão
| Campeonato de Portugal de Primeira Divisão 2021/2022 |
| ---------------------------------------------------- |
| FC Porto 30º Título                                  |